# Natura 2000-område nr. 17 Lille Vildmose, Tofte Skov og Høstemark Skov
Natura 2000-område nr. 17 Lille Vildmose, Tofte Skov og Høstemark Skov er en naturplan under det fælleseuropæiske Natura 2000-projekt. Planområdet Lille Vildmose og Tofte Skov og Høstemark Skov har et areal på 7.824 hektar og er udpeget som EU-habitatområde, og det meste er også fuglebeskyttelsesområde (F7). Naturplanområdet er fredet: et område på 220 ha ved herregården Kongstedlund blev fredet i 1961 og i 2007 blev Danmarks største naturfredning en realitet, da et areal på 7.700 ha blev fredet; Størstedelen ejes af Aage V. Jensens Fonde. Området ligger i Aalborg Kommune Mariagerfjord Kommune og en lille del i Rebild Kommune. Det ligger mod øst ud til Kattegat, hvor det grænser til Natura 2000-område nr. 14 Ålborg Bugt, Randers Fjord og Mariager Fjord.
I området, der er Nordvesteuropas største højmose, findes der sjældne plantearter som Langbladet soldug og multebær, og der er store naturskove med hjorte og vildsvin. Mod vest afgrænses det vidststrakte, flade landskab ved Kongerslev af store artsrige kalkoverdrev med bl.a. Opret Kobjælde. Tre søer, der blev afvandet i 1760'erne, er genskabt, først Lillesø og Tofte Sø, og til sidst Birkesø, hvilket blev realiseret i slutningen af 2017.
De to græsnings- og naturskove, Høstemark Skov mod nordøst og Tofte Skov mod syd, har i omkring 100 år været indhegnede reservater. Tofte Skov og Mose, blev i 1907 omkranset af cirka 27 kilometer vildthegn, og der lever nu en bestand af vildsvin; Høstemark Skov blev i 1933 indhegnet med 13 kilometer vildthegn. I skovene findes gamle strandvoldssystemer med rimmer og dobber.

## Udpegningsgrundlag for Fuglebeskyttelsesområde nr. F7
For fuglene er Vildmosen en betydningsfuld lokalitet, og det var i 1999 det første sted i Danmark, hvor Kongeørnen ynglede i nyere tid, men den er der fortsat; Desuden yngler her trane og rødrygget tornskade og måske stadig tinksmed.

(T) markerer trækfugle, (Y) ynglefugle
- Skarv (Y/T)
- Rørdrum (Y)
- Sort stork (Y)
- Sangsvane (T)
- Sædgås (T)
- Hvepsevåge (Y)
- Blå kærhøg (Y)
- Havørn (TY)
- Kongeørn (Y)
- Trane (Y)
- Tinksmed (Y)
- Stor hornugle (Y)
- Mosehornugle (Y)
- Natravn (Y)
- Sortspætte (Y)
- Hedelærke (Y)
- Rødrygget Tornskade (Y)

Natura 2000-planen er vedtaget i 2011, hvorefter kommunalbestyrelserne
og Naturstyrelsen skal udarbejde bindende handleplaner, som skal sikre
gennemførelsen af planen. Planen videreføres og videreudvikles i anden planperiode 2016-21.
Natura 2000-planen er koordineret med vandplanerne 1.1 Nordlige Kattegat, Skagerrak og 1.2 Limfjorden.